# زمینگاک
زمینگاک (به صربی: Zminjak) یک منطقهٔ مسکونی در صربستان است.